# Placa de ensaio

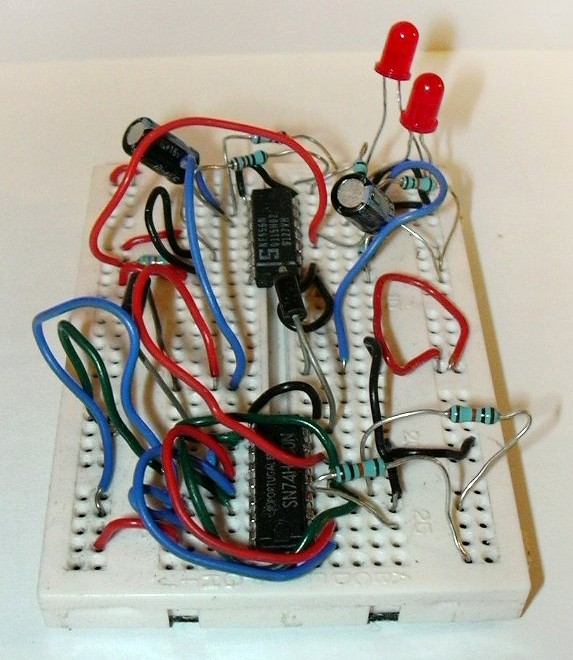
Circuito montado em uma protoboard

Uma placa de ensaio ou matriz de contato (protoboard ou breadboard em inglês) é uma placa com furos (ou orifícios) e conexões condutoras utilizada para a montagem de protótipos e projetos em estado inicial. A grande vantagem da placa de ensaio na montagem de circuitos eletrônicos é a facilidade de inserção de componentes, uma vez que não necessita soldagem. As placas variam de 800 furos até 6000 furos, tendo conexões verticais e horizontais. Porém, a sua grande desvantagem é o seu "mau-contato", e muitas vezes a pessoas preferem montar os seus circuitos com muitos fios a usar a protoboard.
Na superfície de uma matriz de contato há uma base de plástico em que existem centenas de orifícios onde são encaixados os componentes. Em sua parte inferior são instalados contatos metálicos que interligam eletricamente os componentes inseridos na placa. Geralmente suportam correntes entre 1 A e 3 A.
Os contatos metálicos estão em diferentes sentidos na matriz. Como você pode observar na figura, a placa de montagem possui a matriz principal em seu meio e duas linhas superiores e duas inferiores em cada matriz (alguns possuem apenas uma linha). Nestes últimos, os contatos estão na horizontal, enquanto na matriz principal eles estão na vertical.Em outras palavras, as linhas isoladas se conectam com os furos de baixo e as linhas agrupadas se conectam com os furos do lado. A placa de ensaio é bastante usada em escolas de ensino técnico, para os alunos terem seus primeiros contatos com a eletrônica visto que não precisa de soldagem de componentes.
Sendo assim, ambos os circuitos de resistores abaixo possuem resistores em paralelo.

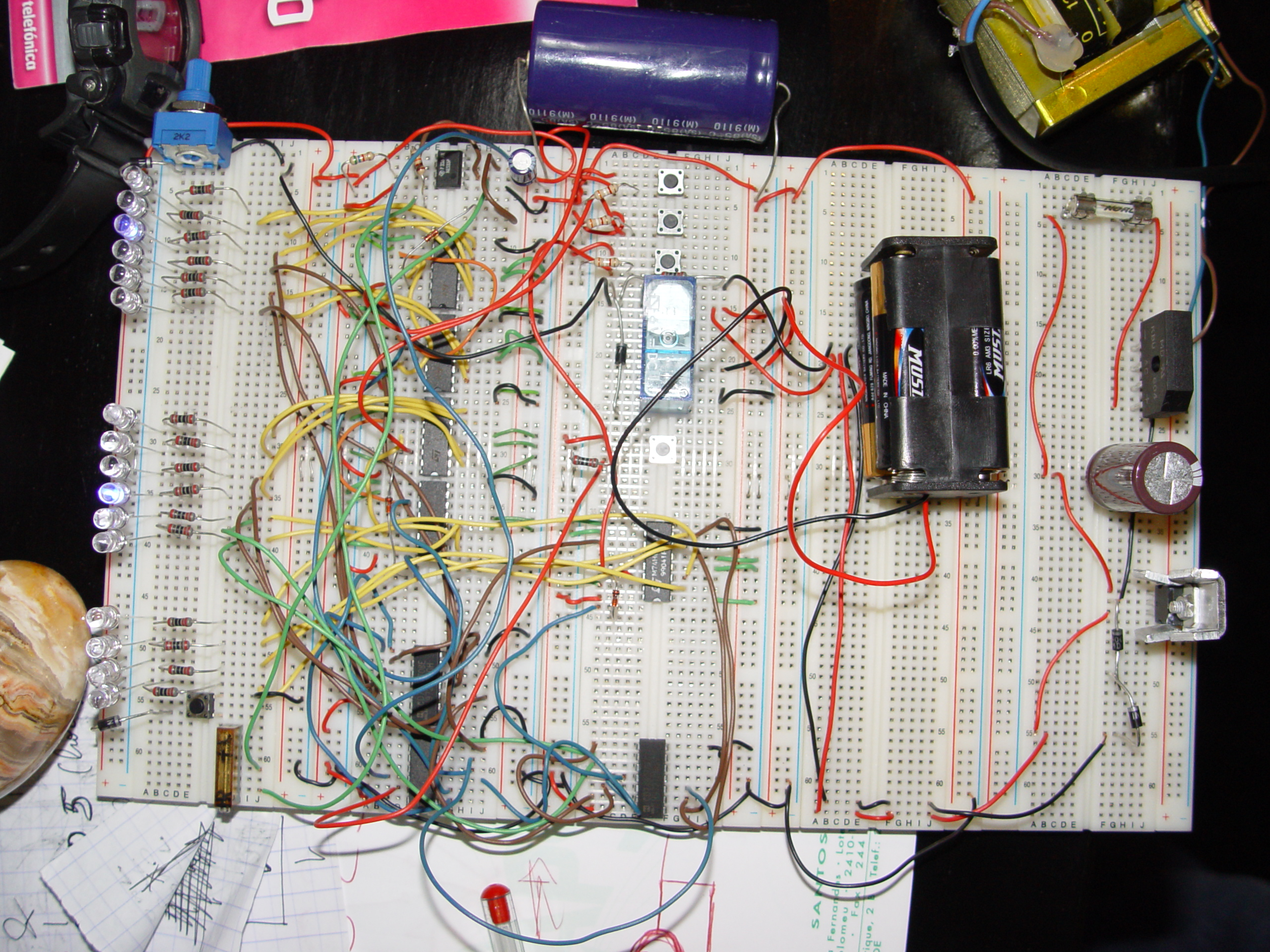
Relógio binário montado em protoboards

## Evolução
A placa de ensaio é uma base para construção de protótipos de circuitos eletrônicos. Originalmente a prototipagem de circuitos era realizada sobre um pedaço polido de madeira utilizado para cortar pão, daí surgiu o nome breadboard (placa de pão). Na década de 1970, a placa de ensaio sem solda (conhecido como plugboard, uma placa de matriz terminal) tornou-se disponível, e hoje em dia o termo "placa de ensaio" é comumente usado para se referir a estes.
No começo da utilização dos rádios amadores, por volta de 1910, eram utilizadas placas de madeira no qual eram colocadas tiras de cobre para realizar o contato de componentes eletrônicos, sem a necessidade de solda. Era colocado também um papel com um diagrama esquemático para servir como um guia para a instalação dos terminais sobre a placa, em seguida, os componentes e fios eram instalados nos terminais sobre seus símbolos, a utilização de tachinhas e pequenos pregos para fixar os fios e componentes era bastante comum.
As protoboards têm evoluído ao longo do tempo, foi arquivada em 1961 e concedida em 1964 uma patente dos EUA de número 3145483, que descreve uma placa de ensaio feita com madeira e um sistema de molas e ferro condutor no qual era feita prototipagem de circuitos eletrônicos, outra patente dos EUA 3.496.419, arquivada em 1967 e concedida em 1970, refere-se a uma placa de circuito impresso especial com “trilhas” de cobres, feita exclusivamente para a prototipagem de circuitos eletrônicos. 
Atualmente existem vários modelos, o mais comum é uma placa de plástico, com vários orifícios em sua superfície, com trilhas de cobre ou alumínio interligando-os um ao outro de forma paralela em diferentes sentidos, ela foi projetado por Ronald J. Portugal da EI Instruments Inc. em 1970. Para utilizá-la basta inserir os componentes eletrônicos nos furos da placa, sem a necessidade de solda para fixação e interligação dos componentes. Existem também modelos com vários componentes já instalados, conhecidos como banco de ensaios, utilizados principalmente na didática no ensino prático da eletrônica.

## Métodos alternativos
Atualmente temos várias alternativas para a construção de protótipos, como a “caneta eletrônica”, que usando as técnicas microfluídicas desenvolvidas para as impressoras jato de tinta, torna possível a utilização de tintas condutivas para imprimir os circuitos em materiais flexíveis, como o plástico ou papel. 
As placas stripboard (Veroboard) são semelhantes à prototipagem das placas de ensaio, porém é feita de placas com trilhas impressas cujos componentes são soldados e não podem ser facilmente reutilizados. 
Sistemas muito complexos que envolvem uma grande quantidade de componentes eletrônicos possuem dificuldade elevada para prototipagem em uma protoboard, sendo utilizados para isso softwares de simulação para realizar os testes no circuito, e logo após é instalado um protótipo sobre uma placa de circuito impresso.

## Barramentos e faixas de terminais
Placas de ensaio sem solda são disponibilizadas por vários fabricantes diferentes, mas a maioria compartilha um layout similar. O layout típico de uma placa de ensaio é composto de duas áreas, chamadas de tiras ou faixas que consistem em terminais elétricos interligados.

### Faixas de terminais
São as faixas de contatos no qual são instalados os componentes eletrônicos. 
Nas laterais das placas geralmente existem duas trilhas de contatos interligadas verticalmente. Na faixa vertical no centro da placa de ensaio há um entalhe para marcar a linha central e fornecer um fluxo de ar para possibilitar um melhor arrefecimento de CI’s e outros componentes ali instalados. Entre as faixas laterais e o entalhe central existem trilhas de cinco contatos dispostas paralelamente e interligadas horizontalmente.
As cinco colunas de contatos do lado esquerdo do entalhe são frequentemente marcados como A, B, C, D, e E, enquanto os da direita são marcados F, G, H, I e J, os CI’s devem ser encaixados sobre o entalhe central, com os pinos de um lado na coluna E, enquanto os pinos da outra lateral são fixados na coluna F, do outro lado do entalho central.

### Faixas de barramentos
São usadas para o fornecimento de tensão ao circuito, constituídas de duas colunas nas laterais, uma utilizada para o condutor negativo ou terra, e outra para o positivo. Normalmente a coluna que se destina a distribuição da tensão de alimentação está marcada em vermelho, enquanto a coluna destinada ao fio terra está marcada em azul ou preta.
Alguns projetos modernos de placas de ensaio possuem um controle maior sobre a indutância gerada nos barramentos de alimentação, protegendo o circuito de ruídos causados pelo eletromagnetismo.

## Limitações

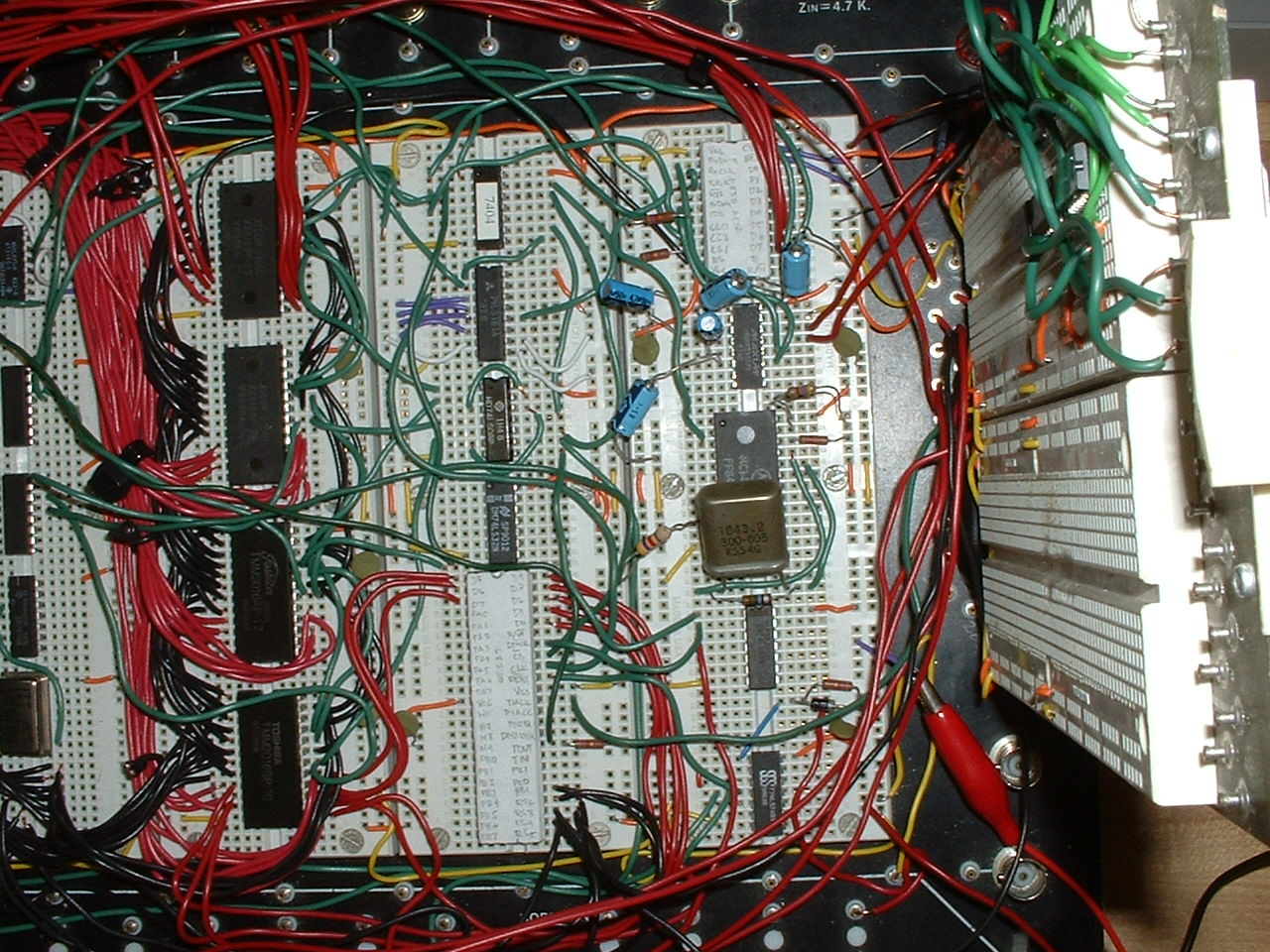
Um computador com processador Motorola 68000 e vários chips TTL. Foto tirada em março/abril de 2003.

Devido as características de capacitância (2 a 30 pF por ponto de contato) e a resistência que frequentemente ocorre entre os contatos da placa e os componentes nela encaixados limitam seu trabalho  em uma frequência relativamente baixa (inferior a 10 ou 20 MHz, dependendo do tipo e qualidade dos componentes eletrônicos usada ) e não podem acomodar dispositivos SMD ou componentes com espaçamentos diferentes de 2,54 mm.
A placa de ensaio torna-se ineficiente para protótipos mais complexos e com muitos componentes, devido aos maus contatos e ao pouco espaço entre suas fileiras de contatos.  